# رجاء مخلوف
رجاء مخلوف (ولدت 1970)، هي مصممة أزياء سورية. عملت في المسلسلات التاريخية ذات الإنتاج الكبير مثل الزير سالم والملك فاروق لحاتم علي، ونزار قباني والسيرة الهلالية وعائد إلى حيفا لباسل الخطيب. ومؤخرًا قد فازت بجائزة أدونيا لأفضل تصميم أزياء عن فيلم أبواب الغيم.

## النشأة
ولدت مخلوف في بلدة طرطوس في سوريا. سجلت بعد تخرجها من الثانوية في تخصص هندسة كهربائية ثم اكتشفت أنها لا تنسجم معها، فانتقلت إلى كلية الأدب الفرنسي في جامعة دمشق ووحصلت على شهادة البكالريوس، تفرّغت بعد التخرج لدراسة تصميم الأزياء في معهد «إيس مود» بإشراف من مصمّمة الأزياء الفرنسية كارولين زيبليني خريجة دار شانيل.

## السيرة المهنية
بدأت العمل في المجال الفني منذ سني الدراسة الجامعية الأولى بتصميمها أزياء فيلم «الترحال» لمخرجه ريمون بطرس عام 1996، الذي اختارها أيضاً لتصميم أزياء فيلمه الثاني «حسيبة». وفي كلا الفيلمين نبشت مخلوف عن الزيّ الشعبي لمدينة حماة، عملت أيضا في فيلم شيء ما يحترق مع المخرج غسان شميط. لكن تجربتها السينمائية الأهم كانت في فيلم «اللجاة» لمخرجه الراحل رياض شيّا منقبةً في أزياء بيئة جبل العرب.

## الجوائز والتقديرات
كانت من بين مئة شخصية عربية مؤثرة في العالم في مجال الإبداع والرقي حسب تصنيف مجلة «اربيان بيزنس» الصادرة في دبي باللغتين العربية والإنكليزية لعام 2014.
حصلت على العديد من الجوائز منها:
- جائزة أدونيا عام 2005 كأفضل تصميم ملابس عن المسلسل التاريخي الظاهر بيبرس مع المخرج الأردني السوري محمد عزيزية.
- جائزة أدونيا عام 2009 كأفضل تصميم ملابس عن مسلسل فنجان الدم للمخرج الليث حجو.
- جائزة أدونيا عام 2010 كأفضل تصميم ملابس عن مسلسل أبواب الغيم.
- كما حصلت على تكريم من مصر عن مسلسل الملك فاروق للمخرج حاتم علي.